# The Original Kings of Comedy
Pour plus de détails, voir Fiche technique et Distribution.
The Original Kings of Comedy est un documentaire humoristique de comédie américain réalisé par Spike Lee, sorti en 2000.
Il s'agit d'un documentaire filmé les 26 et 27 février 2000, durant la tournée de stand-up Kings of Comedy.

## Synopsis
Au Charlotte Coliseum de Charlotte (Caroline du Nord), Steve Harvey, D. L. Hughley, Cedric the Entertainer et Bernie Mac y font du stand-up sur divers sujets : la culture afro-américaine, les relations interraciales, la religion ou encore la famille.

## Fiche technique
- Titre original : The Original Kings of Comedy
- Réalisation : Spike Lee
- Scénario : Steve Harvey, D. L. Hughley, Cedric the Entertainer et Bernie Mac
- Pays d'origine : États-Unis
- Format : Couleurs - 35 mm - 1,85:1 - Dolby Digital
- Genre : comédie, documentaire
- Durée : 115 minutes
- Date de sortie : 2000

## Distribution
- Steve Harvey : lui-même
- D. L. Hughley : lui-même
- Cedric the Entertainer : lui-même
- Bernie Mac : lui-même